# Gembloux
Pour les articles homonymes, voir Gembloux (homonymie).
Gembloux (de 1975 à 1979 : Gembloux-sur-Orneau,, ; en wallon Djiblou, en néerlandais Gembloers) est une ville francophone de Belgique située en Région wallonne dans la province de Namur. Elle se trouve sur l'axe routier et l'axe ferroviaire Bruxelles-Namur, à l'extrémité nord de la province.

## Étymologie
On trouve trace vers l'an 300 des toponymes Geminiacum et Germinicum, et en 946 de Gemblaus.
Propriété de (suffixe celtique -avus > -ou / -eu) Gemellus, anthroponyme gallo-romain (avec épenthèse, très rare en wallon, du b ; les inscriptions latines antérieures sont des copies mal faites avec étymologie abusive),,.
Les habitants de Gembloux sont appelés les Gembloutois(es).

## Géographie

### Situation
Le long de la route nationale 4, environ à mi-chemin entre Ottignies-Louvain-la-Neuve et Namur. Gembloux est arrosée par l'Orneau, affluent de la Sambre.

### Sections
En 1964, Gembloux est fusionnée avec les communes d'Ernage, Grand-Manil, Lonzée et Sauvenière (AR du 05/05/1964, Loi du 02/07/1964).
A cette entité sont ajoutés en 1977, Beuzet, Bossière, Bothey, Corroy-le-Château, Grand-Leez, Isnes et Mazy.
| #  | Nom               | Superficie (km²) | Habitants (2020) | Habitants par km² | Code INS |
| -- | ----------------- | ---------------- | ---------------- | ----------------- | -------- |
| 1  | Gembloux          | 8,66             | 10.590           | 1.222             | 92142A0  |
| 2  | Sauvenière        | 14,02            | 2.042            | 146               | 92142A1  |
| 3  | Lonzée            | 5,46             | 1.885            | 345               | 92142A2  |
| 4  | Grand-Manil       | 6,14             | 1.858            | 303               | 92142A3  |
| 5  | Ernage            | 8,25             | 1.270            | 154               | 92142A4  |
| 6  | Grand-Leez        | 14,11            | 2.329            | 165               | 92142B   |
| 7  | Beuzet            | 7,66             | 1.345            | 176               | 92142C   |
| 8  | Isnes             | 5,08             | 896              | 177               | 92142D   |
| 9  | Bossière          | 9,20             | 1.023            | 111               | 92142E   |
| 10 | Mazy              | 5,72             | 1.138            | 199               | 92142F   |
| 11 | Bothey            | 3,31             | 435              | 131               | 92142G   |
| 12 | Corroy-le-Château | 8,86             | 1.327            | 150               | 92142H   |

### Hameaux
La commune compte aussi plusieurs hameaux : Baudecet, Ferooz, Golzinne, Haute-Bise, Liroux, Petit-Leez et Vichenet.

### Communes limitrophes

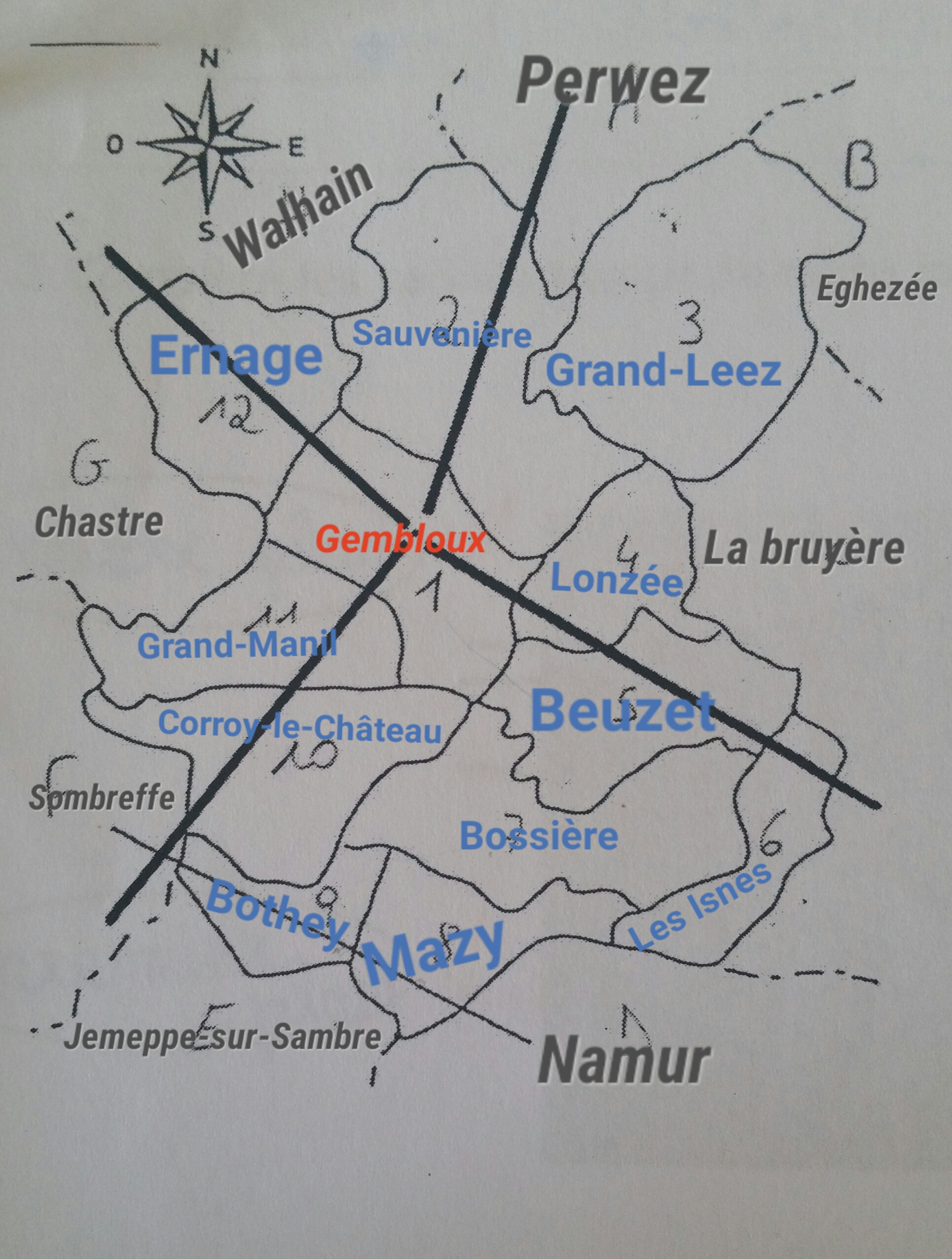
Carte des villages et communes limitrophes de Gembloux.

| Chastre            | Chastre, Walhain          | Walhain, Perwez     |
| Chastre, Sombreffe | Gembloux                  | Éghezée, La Bruyère |
| Jemeppe-sur-Sambre | Jemeppe-sur-Sambre, Namur | La Bruyère          |

## Démographie
Au 1er janvier 2023, la population totale de la ville était de 26 517 habitants. La superficie totale est de 95,86 km2 ce qui donne une densité de population de 272,9 habitants par km².

### Démographie: Avant la fusion des communes
- Source: DGS recensements population

### Démographie: Commune fusionnée
En tenant compte des anciennes communes entraînées dans la fusion de communes de 1965 et de 1977, on peut dresser l'évolution suivante:
Les chiffres des années 1831 à 1970 tiennent compte des chiffres des anciennes communes fusionnées.
- Source: DGS , de 1831 à 1981=recensements population; à partir de 1990 = nombre d'habitants chaque 1 janvier[9]

## Histoire

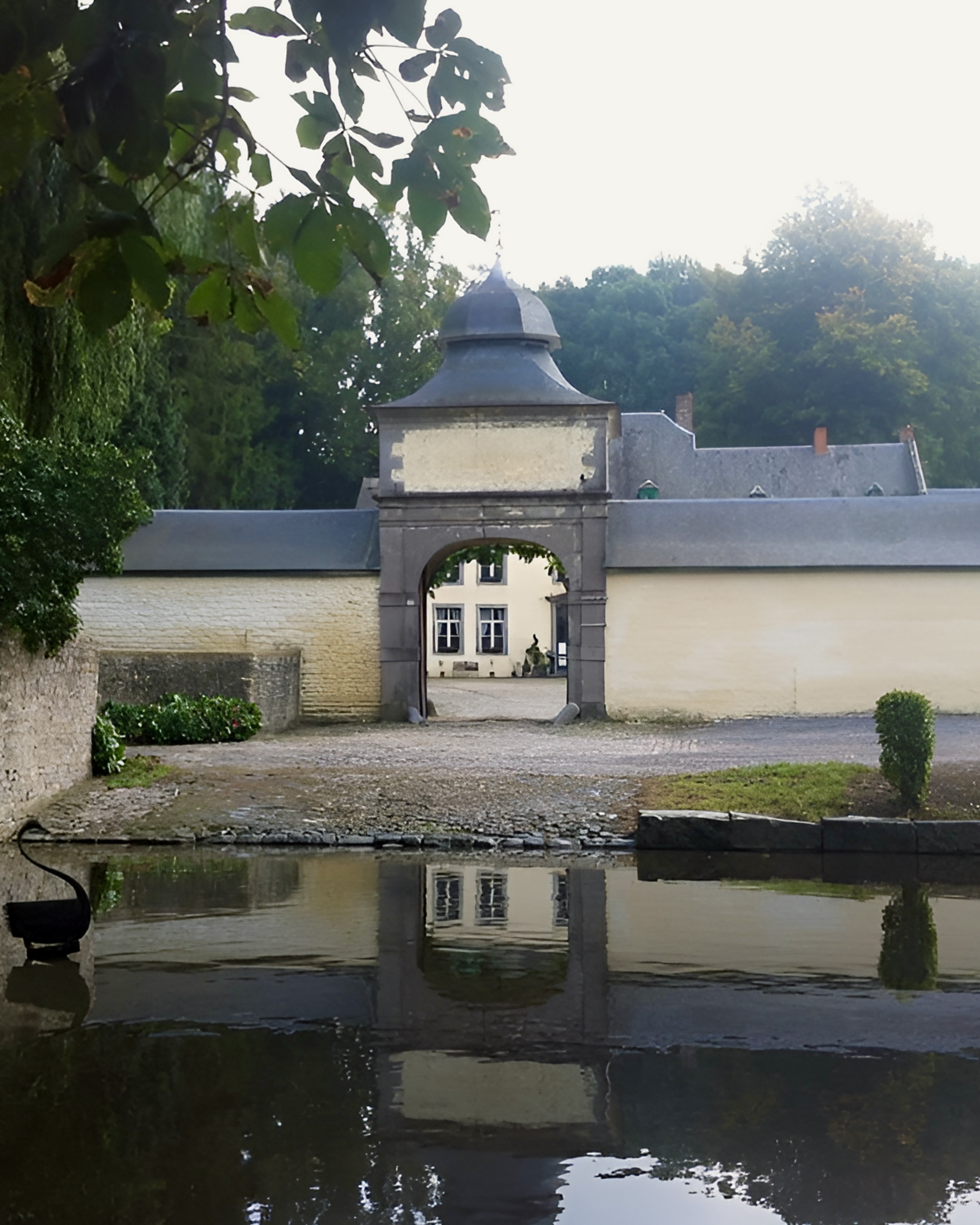
La ferme d'Hermoye à Mazy (Gembloux).

En 936, saint Guibert (Wichpert) bâtit une église et un monastère que sa grand-mère Gisla et lui-même dotent de vastes et nombreux biens fonciers en Belgique et en France. Refusant d'en devenir le premier abbé, il part à Gorze, en Lorraine, pour y devenir moine tout en ayant, auparavant, établi Erluin comme premier chef de l'abbaye Saint-Pierre de Gembloux. Le 20 septembre 946, l'empereur Otton Ier accorde une charte qui protège cette fondation et lui accorde notamment le droit de s'entourer de remparts et de battre monnaie.
Durant le Moyen Âge, le pays de Gembloux fut un Comté abbatial rattaché au duché de Brabant.
À la première bataille de Gembloux, qui eut lieu le 31 janvier 1578, l'armée espagnole commandée par Don Juan d'Autriche écrasa l'armée des Pays-Bas, rassemblées dans le cadre de la pacification de Gand. Valentin de Pardieu, après la défaite de Gembloux, avait quitté son poste de grand-maître de l'artillerie dans l'armée des États et s'était retiré dans son gouvernement de Gravelines.
En 1785, l'abbé de Gembloux, quoique chef de la plus ancienne abbaye de la province de Brabant, n'entrait pas aux États de Brabant comme prélat mais comme premier noble, ce qui n'est fondé que sur l'usage.
La communauté monastique de Gembloux fut dispersée définitivement lors de la période où cette ville subit les excès de la Révolution française.
La seconde bataille de Gembloux eut lieu en mai 1940 et opposa les forces armées françaises (composées de troupes métropolitaines et de tirailleurs marocains et algériens) et allemandes. Des chars français s'opposèrent à des chars allemands avec, souvent, de meilleurs résultats côté français en raison de la qualité des chars français. Elle se solda par une victoire tactique française — les troupes allemandes ne purent franchir les lignes de défense françaises — mais ce triomphe ne put être exploité à sa juste mesure compte tenu de la défaite stratégique subie par les forces franco-britanniques. La retraite des chars français devint inévitable.

## Héraldique
|  | La ville possède des armoiries octroyées à la ville de Gembloux le 15 septembre 1865 et confirmées le 19 août 1977 après la fusion des communes donnant naissance à Gembloux-sur-Orneau. À l'origine son blasonnement était : De sable, à trois clefs d'argent, posées en pal. L'écu sommé de la couronne comtale ancienne à treize perles. Blasonnement : De sable, à trois clefs d'argent, posées en pal. L'écu sommé de la couronne de comte ancienne à treize perles. Source du blasonnement : Heraldy of the World. |

## Politique et administration

### Conseil et collège communal 2024-2030
Ci-dessous, le tableau des résultats des élections communales de 2024.
| Parti | Parti   | Voix (2024) | Voix (2018) | % (2024) | % (2018) | +/-    | Sièges  | +/- | Collège |
| ----- | ------- | ----------- | ----------- | -------- | -------- | ------ | ------- | --- | ------- |
|       | ECOLO   | 2.762       | 3.533       | 16,68%   | 21,47%   | 4.79 % | 5 / 29  | 1.0 | Non     |
|       | MR      | 3.828       | 2.930       | 23,12%   | 17,81%   | 5.31 % | 7 / 29  | 2.0 | Oui     |
|       | DéFI    | 555         | 1.119       | 3,35%    | 6,80%    | 3.45 % | 0 / 29  | 1.0 | Non     |
|       | ProGrès | 2.175       | -           | 13,14%   | -        | 0.0 %  | 3 / 29  | 3.0 | Non     |
|       | BAILLI  | 7.237       | 6.649       | 43,71%   | 40,41%   | 3.3 %  | 14 / 29 | 1.0 | Oui     |
|       | PS      | -           | 2.223       | -        | 13,51%   | 0.0 %  | - / 29  | 4.0 | Non     |
| Total | Total   | 16 557      | 16 454      | 100 %    | 100 %    |        | 29      |     |         |

| Fonction           | Nom                          | Compétence(s)        |
| ------------------ | ---------------------------- | -------------------- |
| Bourgmestre        | Benoît Dispa                 | Les Engagés - Bailli |
| Premier échevin    | Alain Goda                   | MR                   |
| Deuxième échevin   | Gauthier de Sauvage Vercour  | Les Engagés - Bailli |
| Troisième échevin  | Emmanuel Delsaute            | Les Engagés - Bailli |
| Quatrième échevine | Jeannine Denis               | Les Engagés - Bailli |
| Cinquième échevine | Ingrid Godfrind-Van de Water | MR                   |
| Président du CPAS  | Andy Rogge                   | Bailli               |

### Jumelages
La section de Mazy est jumelée avec :
- Marsannay-la-Côte (France) depuis 1958

La commune de Gembloux est jumelée avec :
- Épinal (France) depuis 1974
- Skyros (Grèce) depuis 1995
- Loughborough (Royaume-Uni) depuis 1993
- Aller (Espagne) depuis 2007

## Patrimoine et culture

### Patrimoine architectural
- Le beffroi de Gembloux est inscrit au patrimoine mondial de l'Humanité par l'UNESCO en 2005[16]. Tour de l'ancienne église paroissiale détruite en 1813, incendié en 1905 et reconstruit en 1906[17].
- Les bâtiments de l'ancienne abbaye bénédictine sont occupés aujourd'hui par Gembloux Agro-Bio Tech de l'Université de Liège. Les bâtiments ont été construits par l'architecte L.-B. Dewez, dans la deuxième moitié du XVIIIe siècle à l'initiative de l'abbé Jacques Legrain sur le site de l'abbatiale ottonienne qui était édifiée par l'abbé Olbert de Leernes pour replacer la première église fondée par Saint-Guibert vers 940. Les bâtiments futs vendus à la Révolution française et devenus en 1861, l'Institut supérieur d'agriculture[18].
- Eglise Saint-Guibert. Reconstruite entre 1762 et 1779, devenue paroissiale après la désinfection de l'église paroissiale en 1812[19]’[20].
- La tour Sarrasine, vestige de l'enceinte du Moyen Âge.
- Maison du Bailli, rue G. Docq. Agrandie d'une travée vers l'ouest, et en 1937, dotée d'une deuxième tour d'angle par les architectes Lalière, ancienne dépendance de l'abbaye, résidence du maieur dit bailli nommé abbé au XVIIIe siècle[17].
- Une statue du moine Sigebert de dresse place Saint-Guibert.
- La Chapelle-Dieu, datant du XVIIIe siècle, commémore la victoire de Don Juan d'Autriche sur les Gueux[21].
- Chapelle Sainte-Adèle, rue de la Vote. Datant du XVIIe siècle et restaurée au XIXe siècle[22].

### Culture

#### Musique
- Tous les ans au mois de septembre a lieu le festival Wally Gat Rock.
- Jo Lemaire et les groupes Jo Lemaire + Flouze et The Breath of Life sont originaires de la ville.

#### Festivités
- Tous les ans, le mercredi précédent les vacances de Pâques, se déroulent les "6H Brouettes" organisées par les étudiants de la faculté dans le parc de l'abbaye.

## Galerie

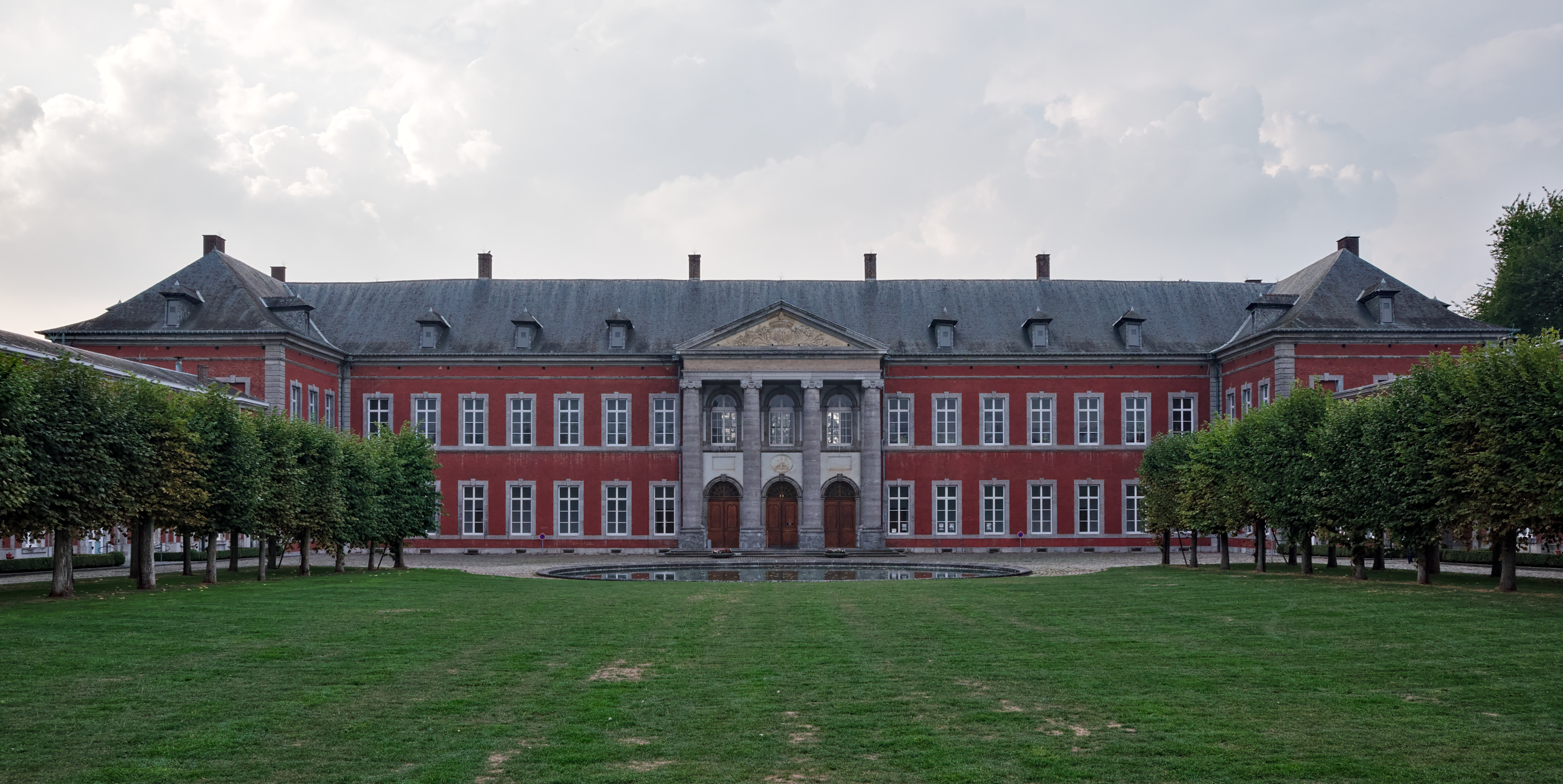
La Faculté universitaire des sciences agronomiques.
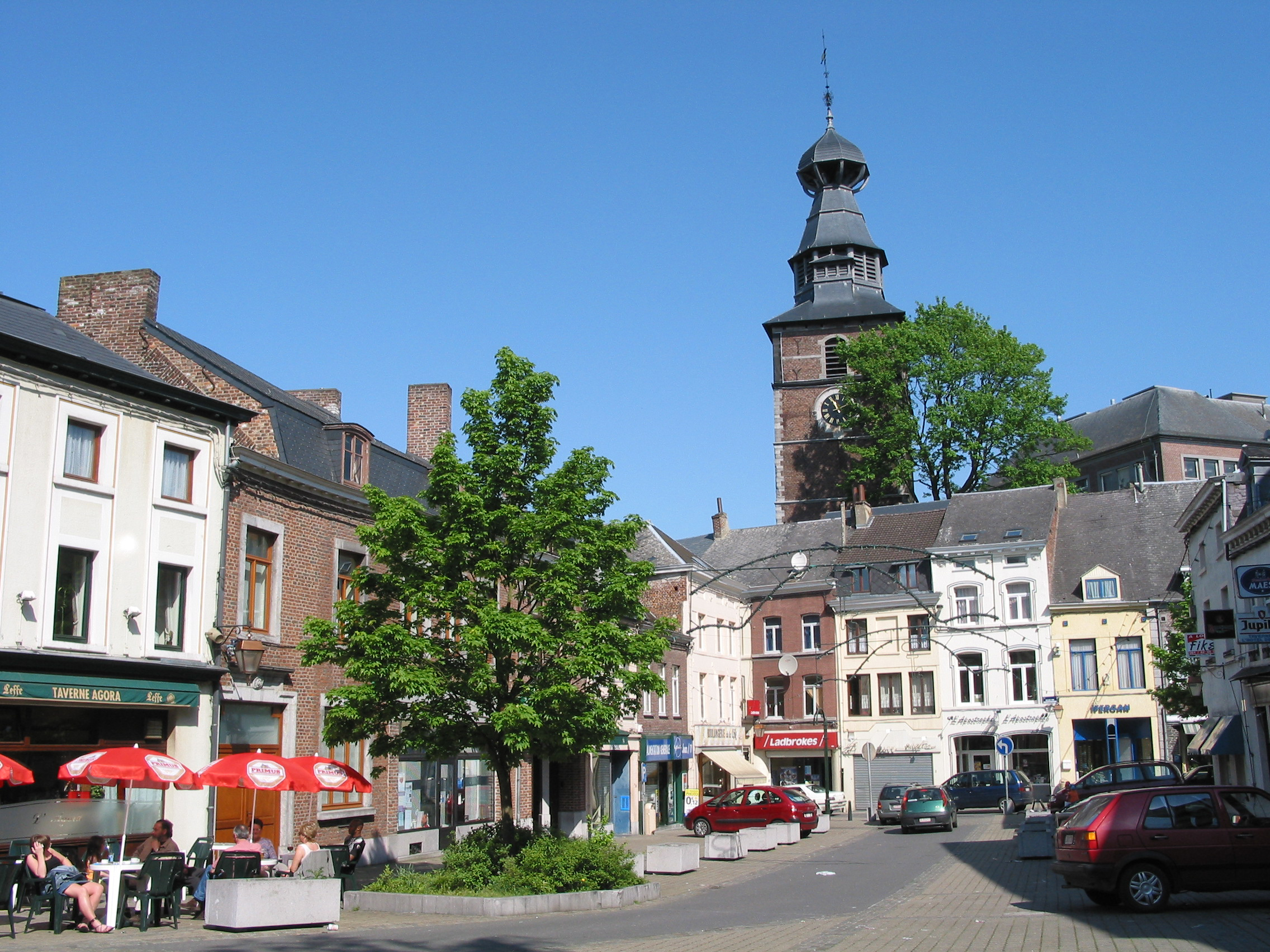
Le beffroi et la place de l'hôtel de ville.
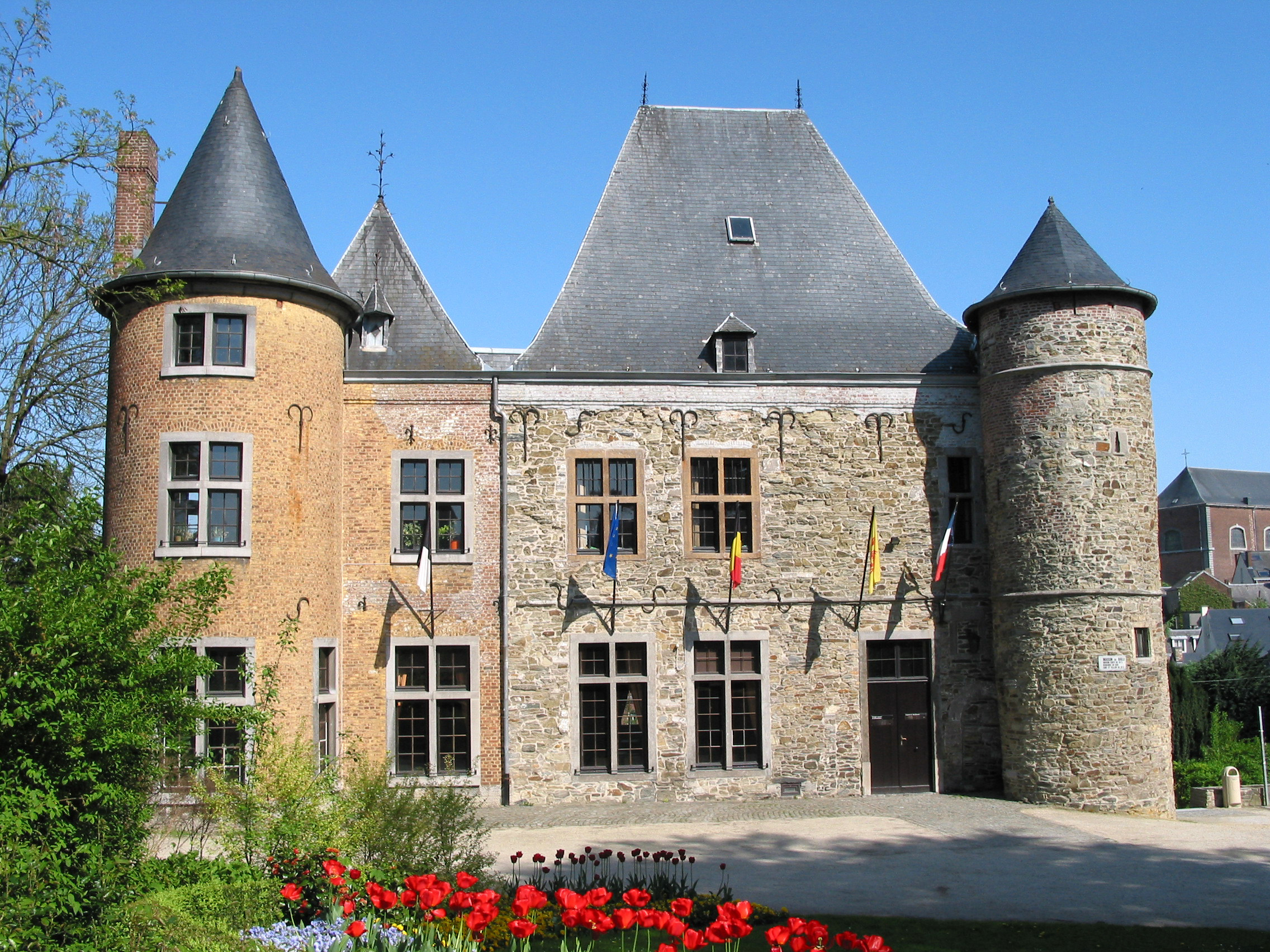
La Maison du Bailli - XIIe siècle.
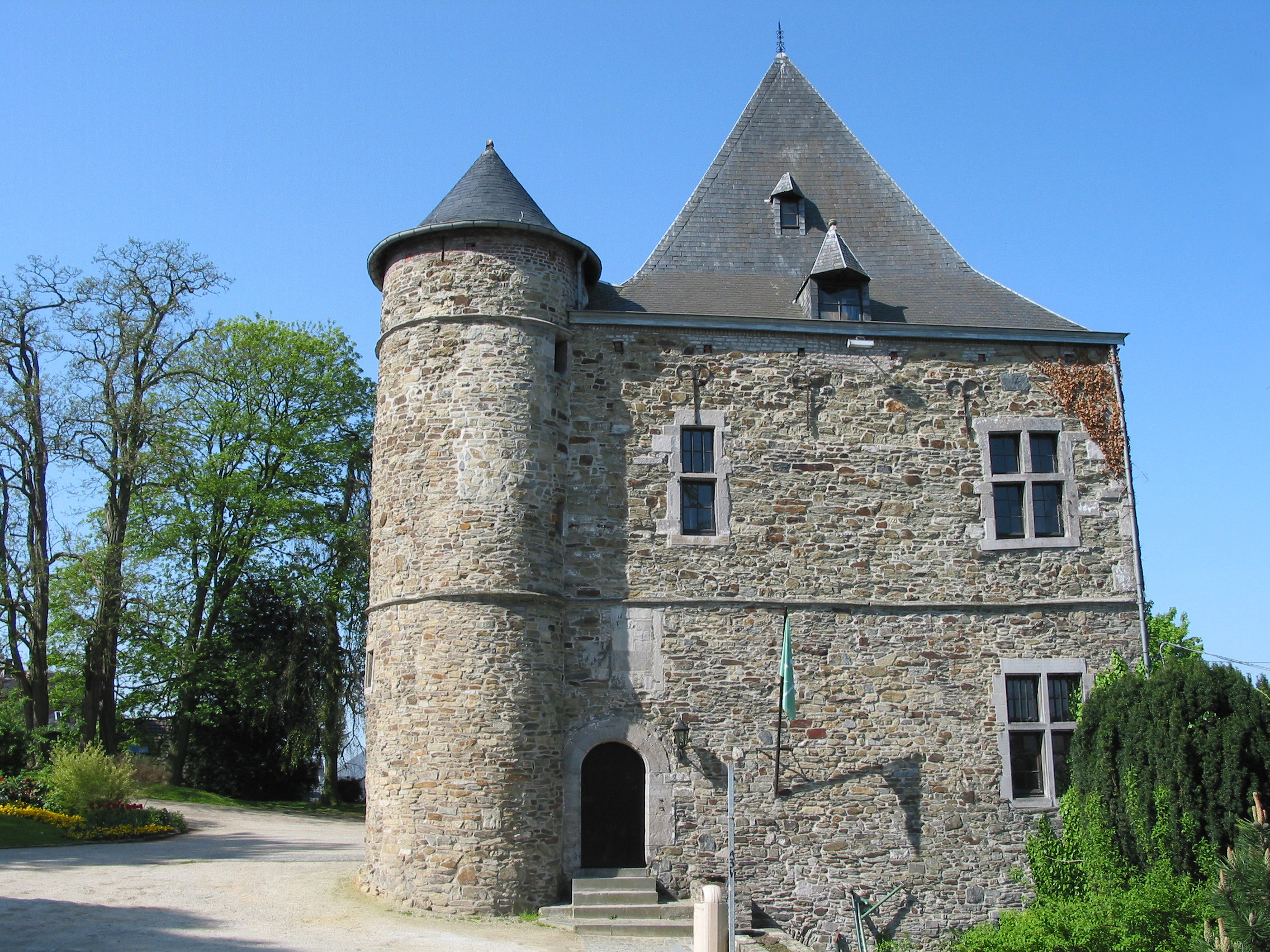
Le pignon nord-est de la maison du Bailli.
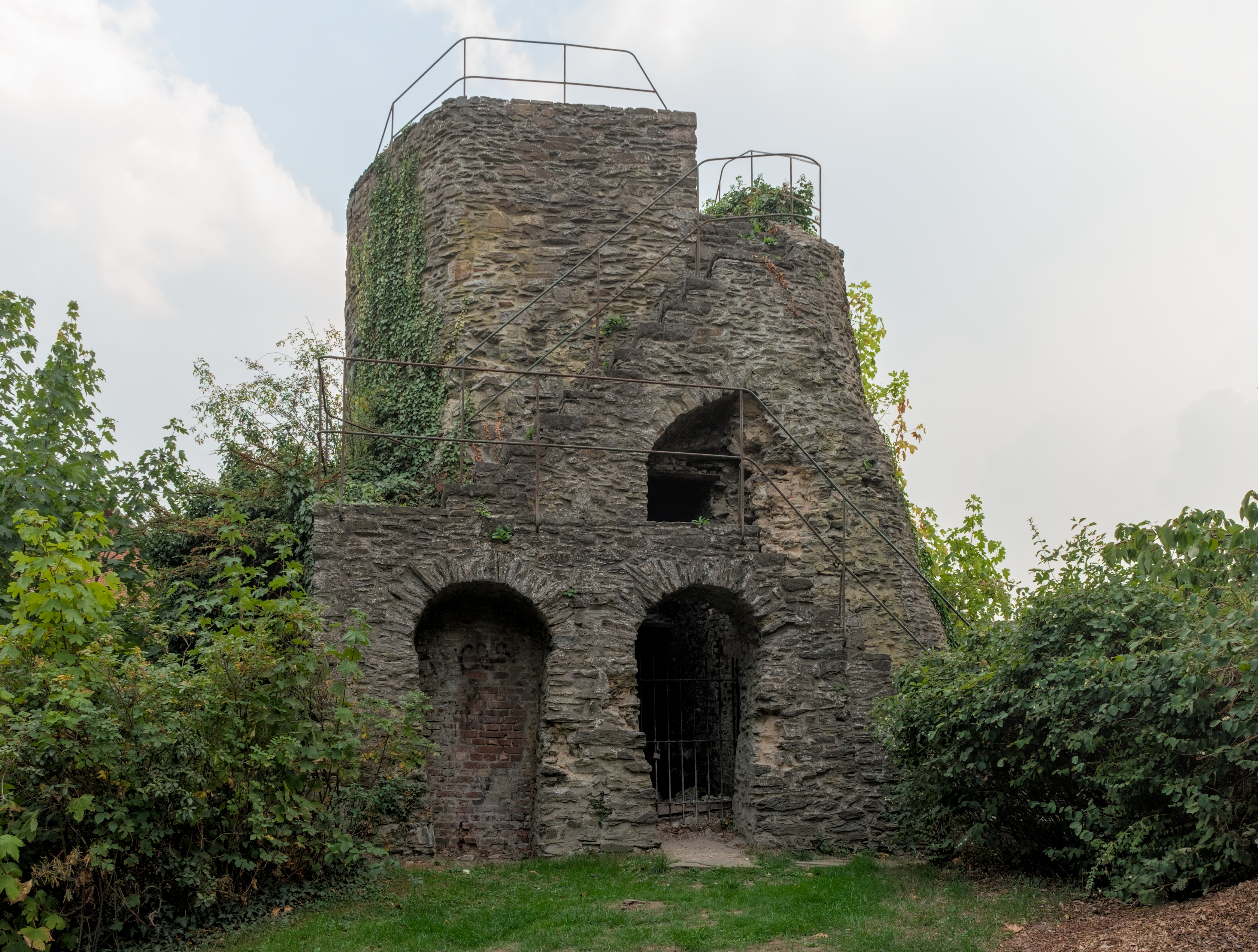
Tour du Guet dans le parc d'Epinal.
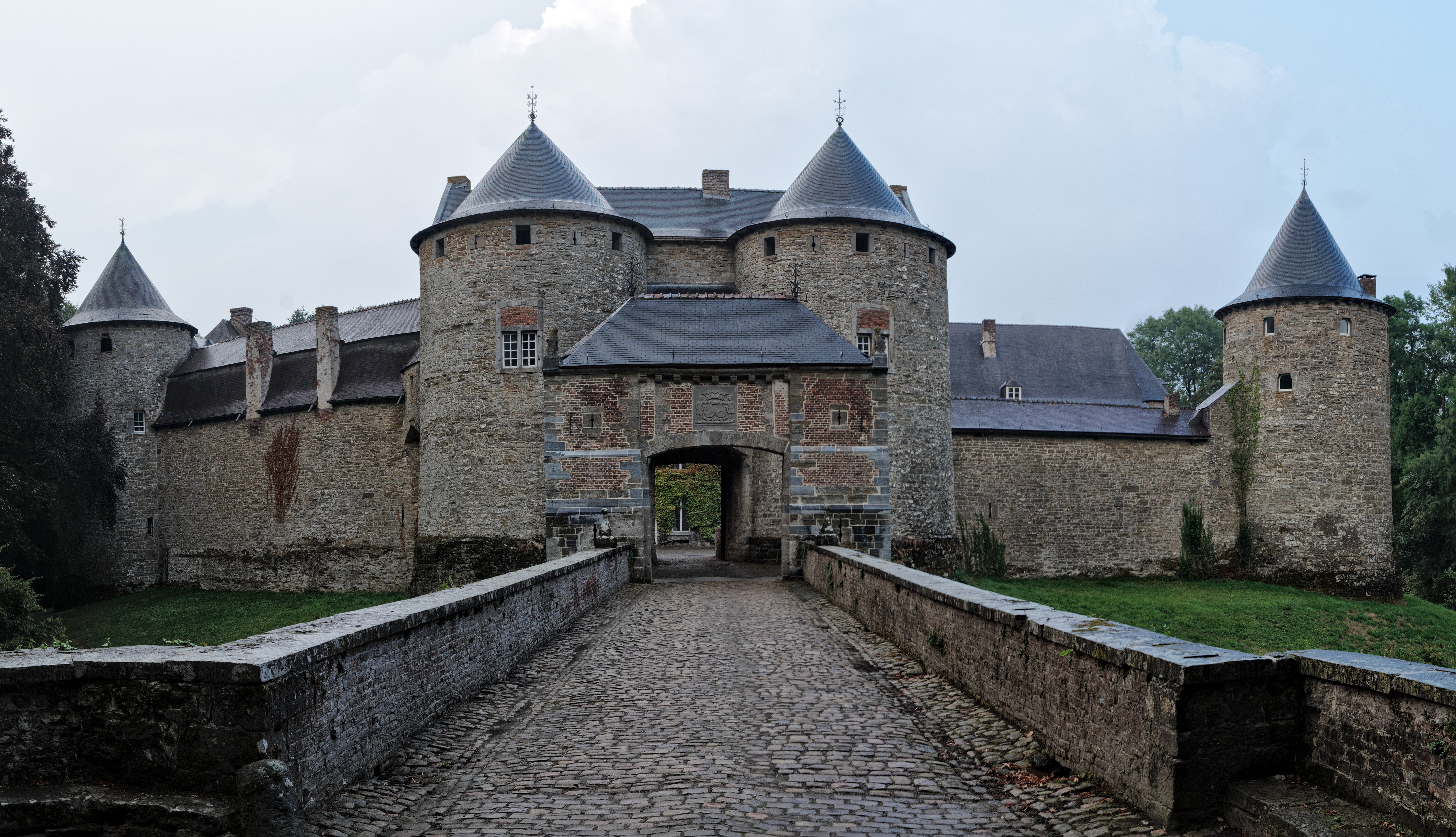
Château de Corroy-le-Château.

## Personnalités
- Sigebert de Gembloux (vers 1030 – 5 octobre 1112), un écrivain médiéval, moine de l'abbaye de Gembloux.
- Guibert-Martin de Gembloux (1124-1213), moine bénédictin, écrivain médiéval.
- Élie Marchal (1839-1923), botaniste et mycologue belge, mort dans la commune.
- Gérard Lecointe (1912-2009), général français et commandant en chef des Forces françaises en Allemagne, est citoyen d'honneur de la ville Gembloux.
- Elsa van Hagendoren (1904-1998), illustratrice et écrivaine de livres pour enfants, née à Gembloux.
- William Cliff (de son vrai nom André Imberechts) est un poète belge de langue française, né à Gembloux le 27 décembre 1940.
- Jean-Pierre Verheggen, poète, né à Gembloux le 6 juin 1942, décédé à Wavre le 8 novembre 2023.
- Maurice Guillaume, musicien organiste et compositeur né à Mazy 5 février 1899 décédé à Fosses-la-Ville, le 5 mars 1983.
- Lieu de décès de Jean Pirotte, homme politique belge (Thisnes 5 octobre 1912 - Gembloux 27 avril 1978).
- Pierre Piccinin da Prata, enseignant et écrivain, né à Gembloux le 24 mars 1973.